# وستبی پرسیوال
وستبی پرسیوال (انگلیسی: Westby Perceval؛ ۱۱ مه ۱۸۵۴ – ۲۳ ژانویهٔ ۱۹۲۸) نظامی و سیاست‌مدار اهل نیوزیلند بود.